# .xxx
A .xxx egy internetes legfelső szintű tartomány (TLD) kód, először 2005 júniusában jelentették be, hogy (akárcsak a .aero és a .travel) szponzorált domain lesz. 2007. március 30-án vetették el az ötletet harmadszor. A döntést az ICM Registry megfellebbezte, 2010. április 26-án pedig e-mailben tudatta a világgal, hogy megnyerték a fellebbezést, és az év egy későbbi részében megkezdhetik a tényleges regisztrációkat. Az ICANN 2010 júniusában fogadta el a javaslatot véglegesen,
a teljes körű elérhetőségre 2011. december 6-áig kellett várni.